# 鲁长友
鲁长友（1968年10月—），男，汉族，黑龙江方正人，中华人民共和国政治人物。曾任鸡西市人民政府市长，现任中共鸡西市委书记。

## 生平
曾任佳木斯市向阳区人民政府办公室主任，中共佳木斯市委组织部副部长，中共桦南县委副书记、书记，桦南县人民政府县长。
2021年1月31日上午，鲁长友在鸡西市第十五届人民代表大会第六次会议当选鸡西市人民政府市长。
2022年7月，中共黑龙江省委决定，鲁长友任中共鸡西市委书记。